# St Albans
 For alternative betydninger, se St Albans (flertydig). (Se også artikler, som begynder med St Albans)
St. Albans
| Status:                  | By (town)     |
| Befolkning:              | 64.038 (2001) |
| Distrikt:                | St Albans     |
| Administrativt grevskab: | Hertfordshire |
| Ceremonielt grevskab:    | Hertfordshire |
|                          |               |

St Albans er en by i Hertfordshire i England, omkring 35 kilometer nord for London. Den er hovedby og største by i distriktet af samme navn. I romersk tid lå byen Verulamium sydvest for den nuværende by. 
Byens navn kommer fra den første kendte kristne martyr på de britiske øer, Sankt Alban. Domkirken, der er opkaldt efter ham, er et af byens vigtigste landemærker.